# La Reine des damnés (film)
Pour les articles homonymes, voir La Reine des damnés.
Série
Entretien avec un vampire
(1994)
Pour plus de détails, voir Fiche technique et Distribution.
La Reine des damnés (titre original : Queen of the Damned) est un film américain réalisé par Michael Rymer, sorti en 2002, inspiré des Chroniques des vampires d'Anne Rice.
C'est l'adaptation cinématographique du troisième volume La Reine des damnés. Il fait suite à l'adaptation du premier volume, Entretien avec un vampire par Neil Jordan, bien que les deux films soient différents d'un point de vue esthétique.

## Synopsis
Nous retrouvons Lestat à notre époque après avoir dormi pendant de longues années. Le vampire, soucieux de se trouver de la compagnie, décide d'appeler les vampires (bons ou mauvais) vers lui. Mais d'une singulière manière : il va les attirer en devenant une star du rock mondialement connue pour être un véritable vampire. En dévoilant les secrets de son espèce, il sait parfaitement que le danger de mort est proche, mais il ne s'inquiète pas pour une chose aussi futile. Marius va le retrouver pour le mettre en garde et pour lui annoncer une terrible nouvelle : la Reine des Vampires, Akasha, s'est réveillée de son sommeil multimillénaire. Le spectateur, comme Marius, ignore  alors ses intentions. Est-elle favorable à Lestat ou veut-elle le punir de son audace ?
Dans l'intervalle, Jesse, orpheline et apprentie au Talamasca (centre d'études sur le paranormal situé à Londres) qu'il rencontre à Londres, vient à lui afin qu'il la transforme en vampire. Ému, il refuse toutefois son offre. Lestat et Jesse ne savent pas qu'ils vont bientôt se retrouver pour l'affrontement final.

## Fiche technique
- Titre : La Reine des damnés
- Titre original : Queen of the Damned
- Réalisation : Michael Rymer
- Scénario : Scott Abbott et Michael Petroni, d'après le roman La Reine des damnés d'Anne Rice
- Musique : Jonathan Davis (du groupe de nu metal KoЯn) et Richard Gibbs
- Photographie : Ian Baker
- Montage : Dany Cooper
- Décors : Graham 'Grace' Walker
- Production : Jorge Saralegui, Channing Dungey, Su Armstrong, Bruce Berman, Bill Gerber et Andrew Mason
- Sociétés de production : Village Roadshow Pictures et Warner Bros. Pictures
- Budget : 35 millions de dollars[1]
- Pays d'origine : États-Unis, Australie
- Format : Couleurs - 2,35:1 - DTS / Dolby Digital / SDDS - 35 mm
- Genre : Fantastique, horreur
- Durée : 101 minutes
- Dates de sortie :
  - 10 février 2002 (festival du film Noir à Hollywood (en))
  - 22 février 2002 (Canada, États-Unis)
  - 5 juin 2002 (Belgique)
  - 19 juin 2002 (France)
- Film interdit aux moins de 12 ans lors de sa sortie en France.

## Distribution
- Aaliyah (VF : Annie Milon ; VQ : Éveline Gélinas) : Akasha
- Stuart Townsend (VF : Damien Boisseau ; VQ : Patrice Dubois) : Lestat de Lioncourt
- Marguerite Moreau (VF : Edwige Lemoine ; VQ : Valérie Gagné) : Jessica "Jesse" Reeves
- Vincent Pérez (VF : lui-même ; VQ : Benoit Éthier) : Marius de Romanus
- Paul McGann (VF : Vincent Violette ; VQ : Mario Desmarais) : David Talbot
- Lena Olin (VF : Évelyne Séléna ; VQ : Anne Cattaruzza) : Maharet
- Christian Manon : Mael
- Claudia Black : Pandora
- Bruce Spence : Khayman
- Matthew Newton (VQ : Martin Watier) : Armand
- Tiriel Mora : Roger
- Megan Dorman : T.C.
- Johnathan Devoy : James
- Robert Farnham : Alex
- Conrad Standish : Maudy

## Accueil
Le film a connu un modeste succès commercial, rapportant environ 45 479 000 $ au box-office mondial, dont 30 336 000 $ en Amérique du Nord, pour un budget de 35 000 000 $. En France, il a réalisé 329 106 entrées.
Il a reçu un accueil critique défavorable, recueillant 17 % de critiques positives, avec une note moyenne de 3,9/10 et sur la base de 128 critiques collectées, sur le site agrégateur de critiques Rotten Tomatoes. Sur Metacritic, il obtient un score de 30/100 sur la base de 31 critiques collectées.

## Bande originale
Les chansons pour le groupe de Lestat ont été écrites et réalisées par Jonathan Davis, du groupe Korn, et Richard Gibbs, bien que les engagements contractuels de Davis envers Sony BMG signifiaient que sa voix ne pouvait pas apparaître sur l'album de bande originale. Au lieu de cela, les voix ont été réenregistrées par d'autres musiciens pour la sortie de la bande originale : Wayne Static de Static-X (Not Meant for Me), David Draiman de Disturbed (Forsaken), Chester Bennington de Linkin Park (System), Marilyn Manson (Redeemer), et Jay Gordon de Orgy (Slept So long). Pendant le générique de fin, Not Meant For Me est joué. C'est la version de Jonathan Davis, bien que les crédits la créditent comme étant la version de Wayne Static de l'album.
- Forsaken, interprété par David Draiman
- Redeemer, interprété par Marilyn Manson
- System, interprété par Chester Bennington
- Slept So Long, interprété par Jay Gordon
- Not Meant for Me, interprété par Wayne Static
- Body Crumbles, interprété par Dry Cell
- Cold, interprété par Static-X
- Dead Cell, interprété par Papa Roach
- Stay Down, interprété par Candyhateful
- Excess, interprété par Tricky
- Invitation, interprété par Robin Casinader
- After, interprété par Wide Open Cage
- Temptation, interprété par Sasha Lazard et E-Day
- Headstrong, interprété par Earshot
- Penetrate, interprété par Godhead
- Down with the Sickness, interprété par Disturbed
- Change (In the House of Flies), interprété par Deftones
- Before I'm Dead, interprété par Kidneythieves